# Smältentropi
Smältentropin är ökningen i entropi när en substans smälts. Denna är alltid positiv eftersom graden av oordning ökar vid övergången från det organiserade fasta stadiet till den oorganiserade strukturen av en vätska. Den betecknas som ΔSfus och mäts oftast i J / mol · K. Eftersom ämnen är i det aggregationstillstånd som har lägst Gibbs fria energi, {\displaystyle \Delta G=\Delta H-T\Delta S}, där {\displaystyle \Delta H} är ändringen av entalpin och {\displaystyle T} temperaturen, och därmed att den fria energin för flytande och fast form är lika vid smältpunkten, det vill säga att {\displaystyle \Delta G=0}, innebär det att
{\displaystyle \Delta S_{\mathrm {fus} }={\frac {\Delta H_{\mathrm {fus} }}{T_{\mathrm {m} }}}}
där {\displaystyle \Delta H_{\mathrm {fus} }} är smältvärmen och {\displaystyle T_{\mathrm {m} }} smältpunkten.